# Gabriela Orvošová
Gabriela Orvošová est une joueuse tchèque de volley-ball née le 28 janvier 2001. Elle joue au poste de attaquant.

## Biographie
Le 11 mars 2025, elle remporte la Challenge Cup après la victoire de son équipe de Rome lors du match retour de la finale face au Chieri '76.

## Palmarès

### Clubs
MEVZA:
- 2019
- 2018

Championnat de République tchèque:
- 2019[2]
- 2018

Coupe de République tchèque:
- 2019[3]

### Équipe nationale
Ligue européenne:
- 2019[4]
- 2018